# Lincoln LS
Der Lincoln LS war eine vom US-amerikanischen Automobilhersteller Lincoln von 1999 bis 2006 produzierte Limousine der Oberen Mittelklasse mit sportlichem Einschlag. Der LS basiert auf dem Jaguar S-Type. Der Name LS ist ein Akronym für Luxury Sport.

## Übersicht
1999 debütierte der LS als Lincolns erste sportliche Luxuslimousine mit Hinterradantrieb für das Modelljahr 2000, unter dem Einfluss der damals neu gegründeten Premier Automotive Group.
Ursprünglich wollte Lincoln die Limousine in zwei Versionen unter den Namen LS6 und dem LS8 auf den Markt bringen, wobei die Namen die jeweiligen Motorisierungen widerspiegeln sollten. Toyotas Premiummarke Lexus hatte jedoch Einwände aufgrund der möglichen Namensverwechslung mit dem Lexus LS. Lincoln verwendete daraufhin nur noch die Bezeichnung „LS“.
Der Lincoln LS V6 und LS V8 sollten die zum Ford-Konzern gehörende US-Premiummarke Lincoln auch auf dem europäischen Markt etablieren und die Lücke zwischen der Kernmarke Ford und der Luxusmarke Jaguar schließen. Von einer Einführung in Europa als Nachfolgemodell des Ford Scorpio wurde im letzten Augenblick zugunsten der Konzerntochter Jaguar und dem technisch verwandten Jaguar S-Type abgesehen. 
Ende 2002 erhielt der LS ein kleines Facelift, bei dem unter anderem das Heckdesign geändert wurde.

### Motoren und Technik
Der Lincoln LS teilt sich die Plattform DEW98 mit dem Jaguar S-Type sowie dem Ford Thunderbird. Außerdem ist im LS V8 der von Jaguar entwickelte AJ-V8-Motor verbaut.
Die Baureihe wurde mit folgenden Motorisierungen angeboten:
1999 bis 2002:
- LS V6: 3,0-Liter-Leichtmetall-V6-Motor mit 24 Ventilen und 154 kW (210 PS/278 Nm Drehmoment) mit manuellem Schaltgetriebe oder (optionalem) 5-Gang-Automatikgetriebe.
- LS V8: 3,9-Liter-Leichtmetall-V8-Motor mit 32 Ventilen und 185 kW (252 PS/362 Nm Drehmoment) mit 5-Gang-Automatikgetriebe

2002 bis 2006:
- LS V6: 3,0-Liter-Leichtmetall-V6-Motor mit 24 Ventilen und 171 kW(232 PS/298 Nm Drehmoment bei 4500/min) mit 5-Gang-Automatikgetriebe.
- LS V8: 3,9-Liter-V8-Motor mit 32 Ventilen und 206 kW (280 PS/388 Nm Drehmoment bei 4000/min) mit SelectShift-Automatikgetriebe Der V8-Motor ist mit dem 4-Liter-V8 der Serie AJ von Jaguar verwandt. Im letzten Modelljahr war der V6-Motor allerdings nicht mehr erhältlich.

Im Mai 2006 wurde die LS-Produktion beendet, Nachfolger wurde der Lincoln MKS ab 2008.

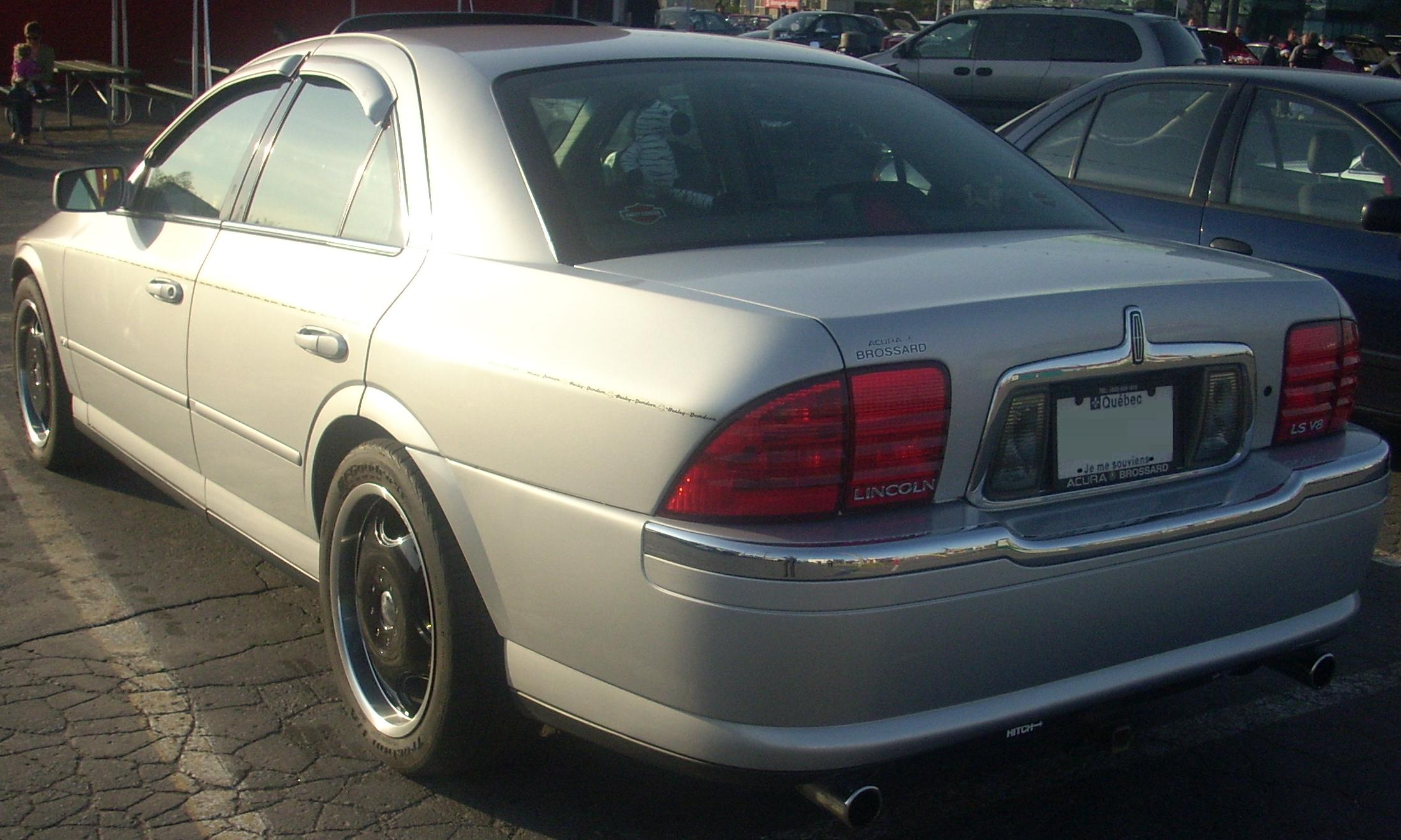
Heckansicht
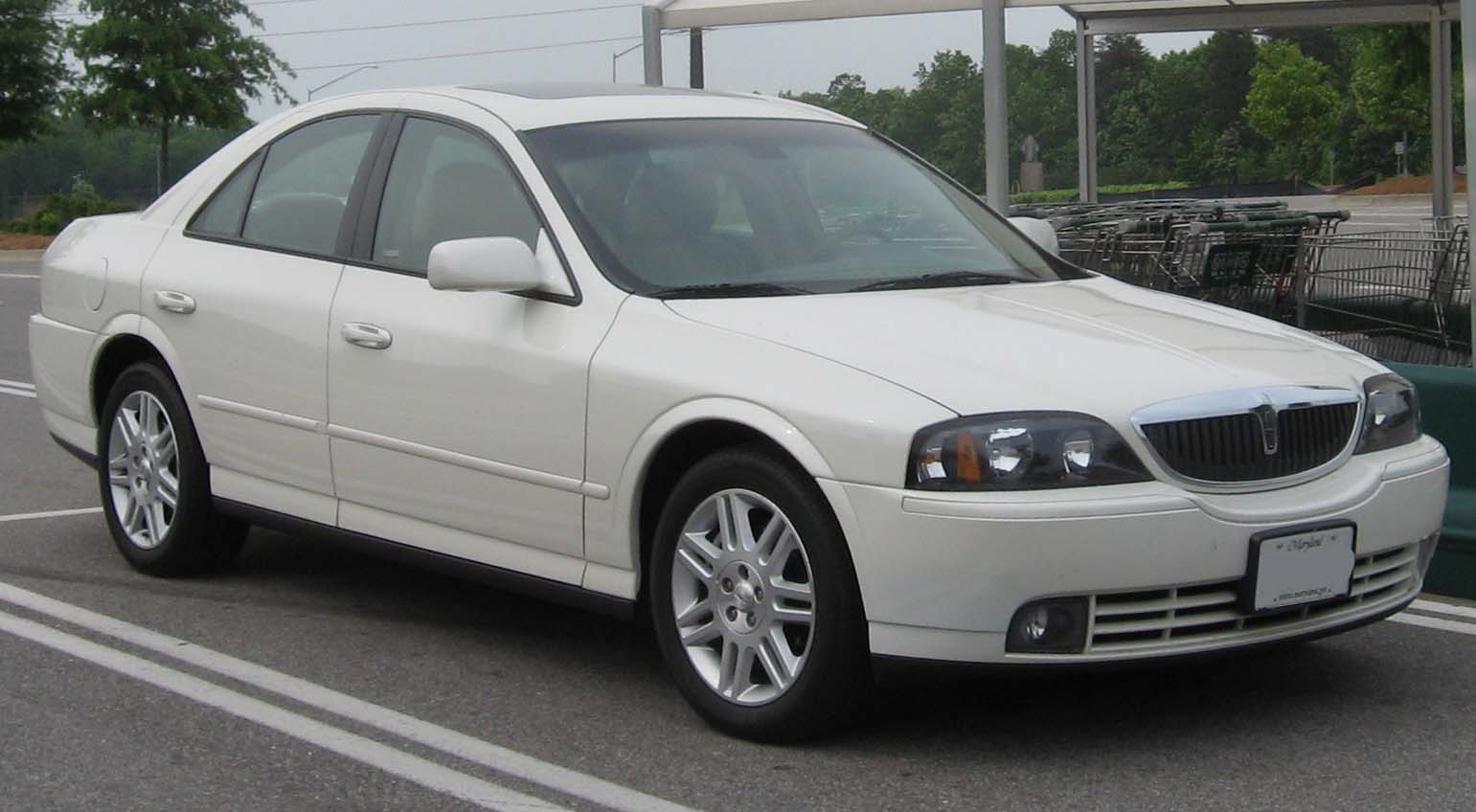
Lincoln LS (2002–2006)
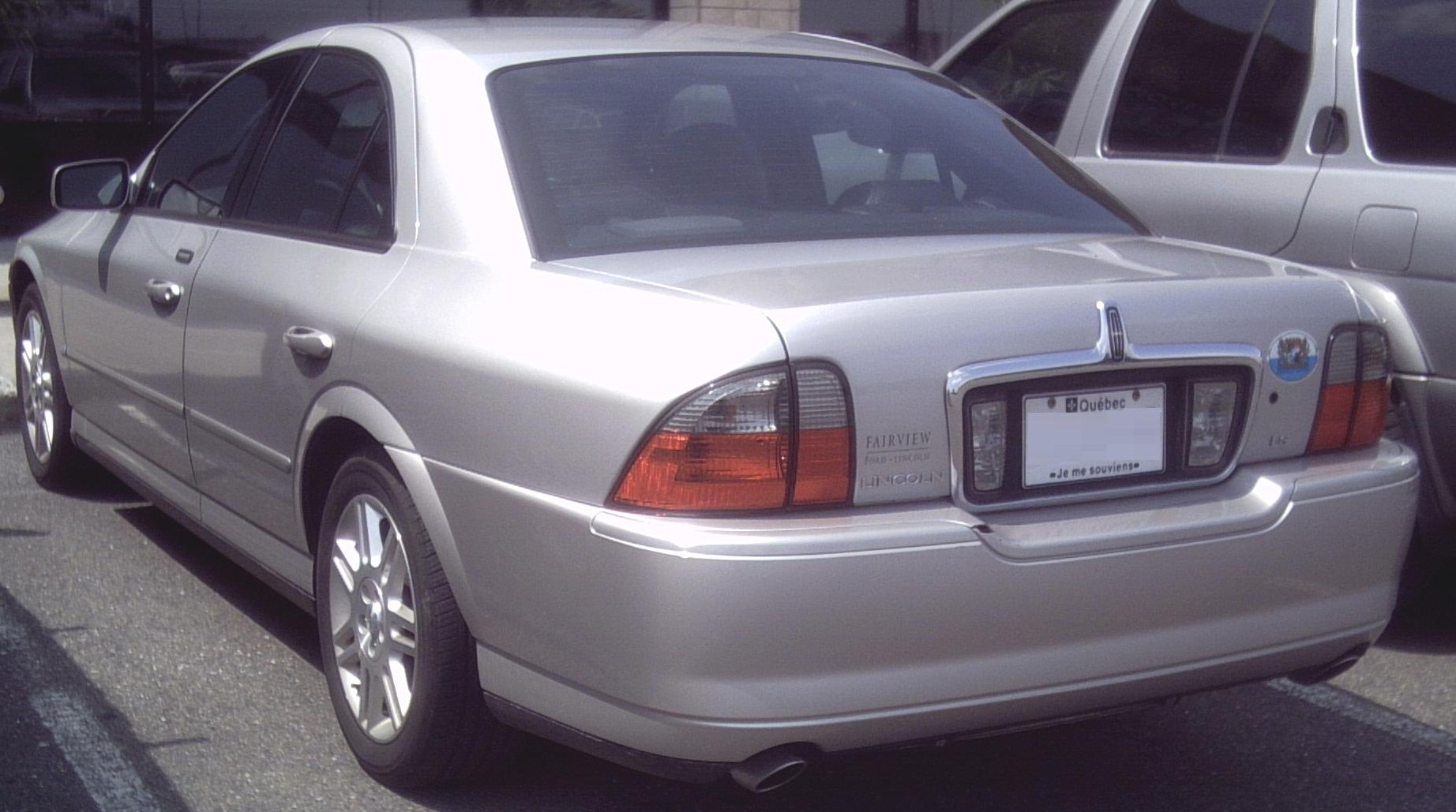
Heckansicht
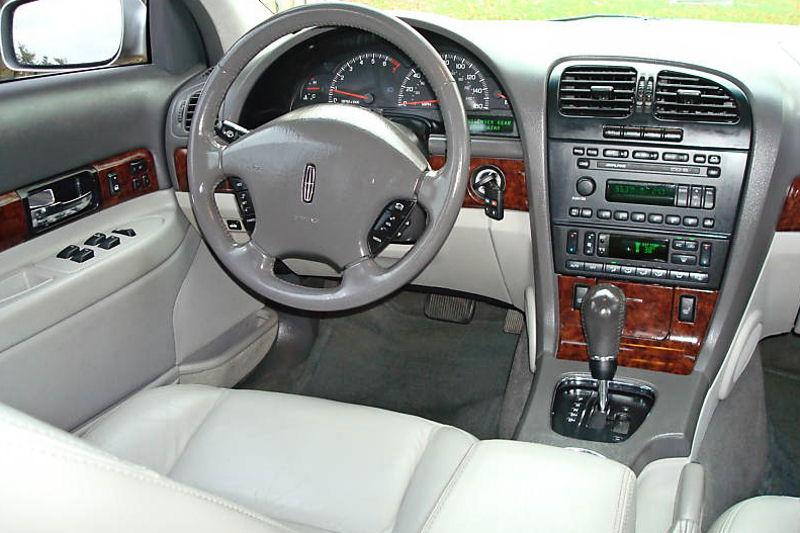
Innenraum